# 帕夫·切科夫
帕夫·安德烈耶維奇·契可夫（俄语：Павел Андреевич Чехов），俄裔星艦軍官，是星际旅行系列中的一个角色。在星际旅行：初代、前七部电影和第十一部电影中均有登场。星际旅行：初代和前七部电影中由沃尔特·凯尼格扮演，而在2009年的星際爭霸戰中则改为安东·叶尔钦扮演。

## 人物起源
《星际旅行》之父吉恩·罗登伯里一直很想加入一个年轻的角色，以吸引年轻一代的观众。当星际旅行第二季拍摄时，在导演约瑟夫·佩夫尼的推荐下，罗登伯里对凯尼格进行了一次面试。面试结束后，罗登伯里立刻给真理报的主编米克海尔·辛亚宁写了一封信，信中告知辛亚宁星际旅行将引入一个俄罗斯裔角色。但凯尼格却称增加契可夫这个角色是因为当时美国门基乐队十分流行，而契可夫的发型与外观都与门基乐队的主唱戴维·琼斯极为相似。契可夫在星际旅行第二季的第一集“Amok Time”中首次登场。但由于预算问题，契可夫并没有在星际旅行动画系列中出现。

## 人物描述
契可夫是一个年少且天真的少尉，他作为企业号的领航员首次出现在星际旅行第二季第一集中。但是为了让可汗之怒的剧情不出现矛盾，契可夫后来被设定为早在第一季就被派到企业号服役。在可汗之怒中，按照之前的设定可汗·努尼恩·辛格本不应该认识契可夫，但他在电影中却认出了契可夫，这也被称为“星际旅行系列的一个BUG”。 契可夫也曾被戏称为Mudd女人，这是因为他在“I, Mudd”这集中没有认出Mudd种族。
在必要的时候，契可夫会代替史波克的科学官职务。在星际旅行：无限太空中，契可夫从少尉晋升为了中尉。而在星际旅行II：可汗怒吼中，契可夫则升任为宇宙飞船“USS Reliant”的指挥官和执行官。在这部电影中，可汗用一种半人马星虫子控制了USS Reliant的舰长和契可夫，使二人听命于可汗。但最终契可夫克服了虫子的控制，在最后关头帮助大家打败了可汗。
在星际旅行III：石破天惊中，契可夫跟随舰长詹姆斯·T·柯克一同违背星盟规章，驾驶企业号飞往创世星营救史波克。在星际旅行IV：抢救未来中，检方收回了契可夫以及企业号其他船员的指控。在星际旅行V：终极先锋和星际旅行VI：未来之城中，则契可夫作为联邦星舰进取号-A的领航员。契可夫最后一次在电影中出场则是在星际旅行VII：日换星移中，他作为访客登上了企业号-B。星际旅行小说则将契可夫的职业生涯延续了下去，在小说中，契可夫先是成为了一名上将，最后晋升为星际舰队的总司令。

### 平行宇宙

安东·叶尔钦在星际旅行11扮演的契可夫

星际旅行：初代的第33集“Mirror, Mirror”发生在另一个平行宇宙中，契可夫在这个平行宇宙是一个阴险狡诈的野心家，他纠集了几名机组成员，一同策划暗杀柯克舰长的阴谋。但契可夫的一名下属背叛了他，这也让契可夫被处以酷刑。

### 同人剧集
2007年，在沃尔特·凯尼格扮演契可夫12周年之际，契可夫这一角色在星旅迷自制的星际旅行短片中再次登场了。这部由星旅迷自制的短片名为星际旅行：神与人，在这部短片中，契可夫成为了一名舰长。

### 2009年電影
在2009年上映的第十一部系列电影《星際爭霸戰》中，契可夫由安东·叶尔钦扮演。由于该电影把时间轴拉到柯克带领企业号的初期，那时的契可夫还是一个17岁的俄罗斯天才少年，与其他演员不同，叶尔钦决定继承沃尔特·凯尼格发音的方式，将“v”发音成“w”；尽管他与艾布拉姆斯都觉得这种发音更常见于波兰的口音，而不是俄罗斯的。他认为，契可夫是一个古怪的角色，是在“冷战中期”被加进电视剧里的俄罗斯人。